# Dantès Louis Bellegarde
Pour les articles homonymes, voir Bellegarde.
Dantès Louis Bellegarde (Port-au-Prince, 18 mai 1877 - Port-au-Prince, 16 juin 1966), est un avocat, enseignant, écrivain, essayiste, historien et diplomate haïtien. Il s’est distingué comme un des plus ardents opposants à l'occupation américaine en Haïti.

## Biographie
Ses parents, Jean-Louis Bellegarde et Marie Boisson, habitent à Port-au-Prince. Il est issu d’une famille peu fortunée mais influente, qui a joué un rôle politique important dans l'histoire d’Haïti. Son arrière-grand-père paternel, Jacques Ignace-Fresnel, est un officier qui sera le premier à occuper le poste de ministre de la Justice d'Haïti. Son grand-père maternel, le général Jean-Louis Bellegarde, a été gouverneur de Port-au-Prince sous Faustin Soulouque. 
En 1922, Dantès Louis Bellegarde épouse Cécile Savain, une enseignante ; ils auront sept enfants : Auguste, Argentine, Jeanne, Marie, Simon, Fernande, et Jean. 

## Enseignement et littérature
Il étudie au lycée Pétion de Port-au-Prince et obtient un baccalauréat en lettres et sciences avec les plus grands honneurs. Il sera professeur en 1897 dans ce même lycée. Il mène ensuite des études universitaires en droit à l'École de droit de Port-au-Prince, à l'université de Santo Domingo et à l'université de Montréal.
Il débute ses activitès littéraires en collaborant à des revues littéraires. Il fonde La Ronde avec Pétion Gérome (de 1898 à 1902), ainsi que la revue Haïti littéraire et scientifique (1911-1912). Cet engagement témoigne de son ouverture sur la modernité et de la revendication d’une certaine forme d’universalisme.
Il devient directeur de l'Instruction publique en 1904. Pendant la brève présidence de Michel Oreste (1913-1914), il occupe le rôle de secrétaire particulier. À partir de cette date, il entame une riche carrière politique et diplomatique.

## Diplomatie
Entre 1918 et 1921, il assume les fonctions de secrétaire d'État à l'Instruction publique puis de l’Agriculture sous la présidence de Philippe Sudre Dartiguenave (1915-1922). En 1921, il est ministre haïtien à Paris. En tant que ministre de l'Éducation, il poursuit son projet visant à réformer le système scolaire. Il est actif dans les débats d’idées par ses écrits, ses discours et ses articles auprès d’autres figures intellectuelles de premier plan, telles que Léon Laleau et de Jean Price Mars.
Son engagement auprès du peuple haïtien le conduira à dénoncer l’occupation militaire américaine (1915-1933), notamment à la Société des Nations.
En 1920, il est nommé à la cour internationale de justice de La Haye. Il est président honoraire au deuxième congrès panafricain organisé par W. E. B. Du Bois.
Ministre désigné à Paris, délégué d’Haïti à la Société des Nations, à Genève, au Vatican, ces diverses tribunes lui permettent de critiquer l’occupation américaine. À cette époque, les discours de Bellegarde sont considérés comme des chefs-d’œuvre de l’art oratoire et de la diplomatie.
Le gouvernement français l’honore en 1922 en le décorant commandeur de la Légion d'honneur. 
En 1936, il retourne en Haïti et redevient directeur de l'École normale supérieure. Celle-ci est responsable de la formation des enseignants et des cadres de l’administration de l'Instruction publique. Chargé de missions à Washington en 1946 et en 1957, il sera aussi, par la suite, appelé à représenter Haïti dans le cadre de rencontres internationales. Il sera aussi professeur invité à l'université d’Atlanta et dans d’autres institutions.
Dantès Louis Bellegarde meurt à Port-au-Prince le 16 juin 1966, une année après son épouse.

## Œuvres
Plusieurs des œuvres de Dantès Bellegarde sont consacrées à l’histoire d’Haiti. Ses œuvres les plus connues sont Un Haitien parle (1934), La nation haïtienne (1938), Histoire du Peuple Haïtien (1953), La Résistance Haïtienne (1937), Haïti et ses Problèmes (1943), et Pour une Haïti Heureuse (1928-1929). Il aussi contribué à des revues académiques comme Phylon, publication consacrée aux études africaines-américaines, fondée par W.E.B. DuBois. On lui a reproché de défendre l’assimilation française de la culture haïtienne, ce qui l’aurait placé à distance des mouvements de gauche et de l’affirmation noire. Quelques-uns de ces essais ont été édité au Québec.
L’Académie française lui décerne le prix Auguste-Furtado en 1906 et le prix de la langue-française en 1948.
- L'Occupation américaine d'Haïti. Port-au-Prince: Chéraquit, 1924 ; L'Occupation américaine d'Haïti, ses conséquences morales et économiques. Port-au-Prince: Chéraquit, 1929 ; Éditions Lumière, 1996.
- Pages d'histoire. Port-au-Prince: Chéraquit, 1925.
- La République d'Haiti et les États-Unis devant la justice internationale. Paris: Librairie de Paris-Livres, 1924.
- Pour une Haïti heureuse... 2 vols. (1. Par l'éducation. 2. Par l'éducation et le travail.)  Port-au-Prince : Chéraquit, 1927-29.
- Un Haïtien parle. Port-au-Prince : Chéraquit, 1934.
- La Résistance haïtienne (L'occupation américaine d'Haïti) ; récit d'histoire contemporaine. Montréal: Beauchemin, 1937.
- La Nation haïtienne. Paris : J. de Gigord, 1938.
- Haïti et ses problèmes. Montréal : Éditions Bernard Valiquette, 1941.
- Dessalines a parlé. Port-au-Prince: Société d'éditions et de librairie, 1948.
- Haïti et son peuple. Paris: Nouvelles Éditions Latines, 1953.
- Histoire du peuple haïtien, 1492-1952. Port-au-Prince, 1953.
- Au Service d'Haïti ; appréciations sur un Haïtien et son œuvre. Port-au-Prince: Theodore, 1962.